# Руда (Лебединский район)
Руда (укр. Руда) — село,
Штеповский сельский совет,
Лебединский район,
Сумская область,
Украина.
Код КОАТУУ — 5922989604. Население по переписи 2001 года составляло 112 человек .

## Географическое положение
Село Руда находится на расстоянии в 1,5 км от села Штеповка и в 1 км от села Мироновщина.
По селу протекает пересыхающий ручей с запрудой.
Через село проходит автомобильная дорога Т-1918.

## Экономика
- Свинотоварная ферма.